# Harmonia (Roman)

Titelseite des 1. Bandes

Harmonia. Ein Roman ist ein anonym in drei Bänden veröffentlichter Roman, der 1835 in Berlin im Verlag von G. Fincke erschienen ist.

## Inhalt
In dem von Ernst Gotthelf Gersdorf u. a. herausgegebenen Repertorium der gesammten deutschen Literatur heißt es:
„Der Titel wird sich aus dem Gange der Geschichte erklären. Ein junger Mann, der an den Hof kommt, um sein Glück zu suchen, wird durch ein zartes Verhältniss zu der Fürstin in seinem poetischen Streben bestärkt, dann aber von dem Prinzen in das Leben und seine wilderen Freuden hineingerissen. Dass er diese beiderlei Richtungen nicht zu vereinigen weiss, bringt ihm mancherlei Unannehmlichkeiten, und missverstanden und abgewiesen auf der einen, unbefriedigt auf der anderen Seite, findet er nur, indem er seine Stelle am Hofe aufgibt, in der Liebe sein Glück wieder. Dagegen hält sich der Capitain Golda, der Lebenserfahrung mit dem poetischen Humor glücklich vereinigt, nicht bloss selbst in den schwierigsten Lagen aufrecht, sondern vermittelt auch für Andere Alles auf die erfreulichste Weise. Unstreitig ist er auch der Liebling des Vfs., und der Leser wird ihm bei seinem kräftigen Handeln gern die hier und da doch etwas zu forcirten humoristischen Auslassungen, bei denen auch aus Jean Paul Manches geborgt worden ist, namentlich wenn er sie, wie in den im 1. Bande mitgetheilten Bruchstücken des Tagebuches, schriftlich elaborirt hat, verzeihen.“

## Kritik
An selber Stelle kommt der Rezensent zu dem Schluss: „Jedenfalls aber verdient das Buch unter den gewöhnlichen Erzeugnissen der Unterhaltungsliteratur ausgezeichnet zu werden, und der Vf. – wenn, wie man aus der Anonymität und der etwas ungleichen Behandlung schliessen möchte, diess ein Erstlingswerk ist – durchaus Ermunterung, dass er auf dieser Bahn fortschreite.“
Auch die Literarische Zeitung urteilt überwiegend positiv: „Obgleich sich dieses Werk nicht über die Sphäre des Gewöhnlichen erhebt, zeichnet es sich doch durch Leichtigkeit u. Freiheit in der Sprache vor vielen andern aus u. lässt wünschen, dass der anonyme Verf., der noch ein Anfänger auf dem Felde der Oeffentlichkeit zu seyn scheint, uns bald mit reiferen, u. mehr der Gegenwart angehörigen Werken erfreue. Das Werk liest sich leicht u. ist den Leihbibliotheken zu empfehlen.“